# South African Express Airways
 South African Express oder auch South African Express Airways, meist nur SA Express oder kurz SAX, war eine südafrikanische Regionalfluggesellschaft mit Sitz in Johannesburg und Basis auf dem Flughafen Johannesburg.
Sie unterhielt eine enge Kooperation mit South African Airways.

## Geschichte
SA Express nahm am 24. April 1994 den Flugbetrieb auf und bildet zusammen mit Airlink einen Teil des Verbundes mit South African Airways. Obwohl diese Fluggesellschaft unabhängig von South African Airways betrieben wird, sind ihre Flüge in die Allianz eingegliedert und die Fluglinie benutzt deren Einrichtungen für Reservierungen und Buchungen.
Am 30. April 2016 musste die Fluggesellschaft aufgrund von Sicherheitsmängeln den Betrieb einstellen. Nach dem Lizenzentzug kam es an südafrikanischen Flughäfen zu tumultartigen Szenen, woraufhin die Behörde der Gesellschaft den Flugbetrieb wieder erlaubte.
Am 24. Mai 2018 wurde der Fluggesellschaft erneut die Bewilligung wegen ernsthaften Sicherheitsrisiken entzogen, gleichzeitig darf die Gesellschaft neun Flugzeuge nicht mehr warten und dieselben verloren ebenso die Tüchtigkeitszeugnisse. Ende Juli 2018 erhielt die Gesellschaft die Bewilligung zur Flugzeugwartung und zahlreiche Flugzeuge wieder ihre Tüchtigkeitszeugnisse; Ende August konnte der Flugbetrieb wieder aufgenommen werden.
Im Februar 2020 wurde SA Express angewiesen, wie zuvor im Dezember 2019 die South African Airways Insolvenzantrag zu stellen. Ein erster Rettungsplan der Insolvenzverwalter wurde im März 2020 abgelehnt.
Am 18. März 2020 stellte SA Express den Betrieb, vor allem aufgrund der Coronavirus-Pandemie, ein.  Sie wurde am 28. April 2020 unter Vorbehalt liquidiert, nachdem diese einen Monat zuvor unter Insolvenzverwaltung gestellt worden war.
Anfang Juli wurde die Versteigerung der Vermögensgegenstände bekanntgegeben. Anfang August stellte der ehemalige Eigentümer der Fluggesellschaft Skywise eine Übernahme von SAX in Aussicht. Bis Mitte August haben sich 17  Unternehmen bzw. Konsortien um Teile oder den Weiterbetrieb der Fluggesellschaft bemüht.
Ende September 2020 wurde die Übernahme der Fluggesellschaft durch eine Zweckgesellschaft der Mitarbeiter genehmigt. Die Wiederaufnahme des Flugbetriebes ist für 2021[veraltet] geplant. Dieser soll unter dem neuen Namen Fly SAX stattfinden. Ende Oktober 2020 wurde die Versteigerung von acht Flugzeugen von SA Express bekanntgegeben.
Im Februar 2021 wurde der Verkauf an Fly SAX für 50 Millionen Rand bestätigt. Bis April 2021 konnte diese das nötige Geld nicht aufbringen. Im September machten die Mitarbeiter der Fluggesellschaft ein Kaufangebot. Mitte Juli 2022 wurden der insolventen Fluggesellschaften die letzten Rechte, u. a. an Strecken, entzogen. Im September 2022 wurde nach gescheiterten Übernahmeversuchen die endgültige Abwicklung angekündigt und Mitte des Monats vom Gericht bestätigt.

## Flugziele
SA Express bediente zahlreiche Ziele im südlichen Afrika. Weitere Flugziele wurden im September 2019 genehmigt, wogegen die Schwestergesellschaft Airlink rechtlich vorgegangen ist.

## Flotte
Mit Stand März 2020 bestand die Flotte der South African Express aus 19 Flugzeugen. Nur noch drei von diesen wurden zuletzt aktiv genutzt.
| Flugzeugtyp            | aktiv | bestellt | Anmerkungen | Sitzplätze |
| ---------------------- | ----- | -------- | ----------- | ---------- |
| Bombardier CRJ200      | 8     |          | 6 inaktiv   | 50         |
| Bombardier CRJ700      | 2     |          | 1 inaktiv   | 70         |
| De Havilland DHC-8-400 | 9     |          | inaktiv     | 74         |
| Gesamt                 | 19    | –        | 16 inaktiv  |            |